# Tantal
Tantal (tiếng Latinh: Tantalum) là một nguyên tố hóa học trong bảng tuần hoàn nguyên tố có ký hiệu Ta và số nguyên tử bằng 73.
Nó là nguyên tố hiếm, cứng, có màu xám-xanh óng ánh, là kim loại chuyển tiếp, chống ăn mòn rất tốt, thường có trong khoáng chất tantalít. tantal được dùng trong các dụng cụ phẫu thuật và cấy ghép trong cơ thể, vì nó không phản ứng với các dịch thể.

## Thuộc tính
Tantal màu xám, nặng, dễ uốn, cứng, dễ gia công, chống ăn mòn bởi acid rất tốt, dẫn điện và nhiệt tốt. Ở nhiệt độ dưới 150 C tantal không phản ứng hóa học với chất nào, ngay cả với nước cường toan, và chỉ bị ăn mòn bởi acid hydrofluoric, dung dịch acid chứa ion fluor và sulfide trioxide. Nhiệt độ nóng chảy của tantal chỉ thấp hơn wolfram và rheni (chảy tại 3.290 K, sôi tại 5.731 K). tantal có điện dung lớn nhất trong số các hóa chất dùng trong tụ điện.

## Ứng dụng
- Tantal được sử dụng chủ yếu, dưới dạng bột kim loại, để tạo ra các linh kiện điện tử, như trong các tụ điện tantal, có điện dung lớn mà kích thước nhỏ. Do kích thuớc và khối lượng nhỏ, các tụ điện tantal được dùng nhiều trong các điện thoại di động, máy nhắn tin, máy tính cá nhân và điện tử của ô tô.
- Tantal cũng được dùng để tạo ra nhiều hợp kim có nhiệt độ nóng chảy cao, cứng mà dễ gia công. Khi pha với các kim loại khác, nó cũng được dùng để làm các dụng cụ tôi luyện chế tạo các siêu hợp kim cho động cơ phản lực, dụng cụ thí nghiệm hóa học, lò phản ứng hạt nhân, các bộ phận của lò luyện chân không và các bộ phận của tên lửa.
- Nó dẻo và có thể kéo thành sợi nhỏ, có thể dùng như dây tóc làm bốc hơi các kim loại khác như nhôm.
- Vì không phản ứng với các dung dịch trong cơ thể, và không gây dị ứng tantal được dùng nhiều để chế tạo dụng cụ phẫu thuật.
- Tantal oxide còn được dùng để tạo kính có chiết suất cao cho thấu kính của máy quay.

## Lịch sử
Tantal (tiếng Hy Lạp là tantalos, một nhân vật huyền thoại) được tìm thấy ở Thụy Điển năm 1802 bởi Anders Ekeberg và được chiết tách năm 1820 bởi Jöns Berzelius. Nhiều nhà hóa học thời đó đã tin là niobi và tantal là một nguyên tố cho mãi đến năm 1844 và 1866 khi các nghiên cứu đã cho thấy acid niobic và tantalic là khác nhau. Các nghiên cứu đầu tiên chỉ tạo ra được tantal không nguyên chất và mẫu nguyên chất đầu tiên được tạo ra bởi Werner von Bolton năm 1903. Các dây tóc làm bởi tantal được dùng cho bóng đèn cho đến khi wolfram thay thế nó.
Tên tantal được đặt theo tantalus, cha của Niobe trong thần thoại Hy Lạp.

## Độ phổ biến
Tantal được ước tính chiếm khoảng 1 ppm hoặc 2 ppm trong lớp vỏ Trái Đất theo khối lượng.
Có một số loại khoáng vật tantal, chỉ vài loại trong số đó được dùng làm nguyên liệu thô trong công nghiệp sản xuất tantal như: tantalt, microlit, wodginit, euxenit, polycrase. tantalt (Fe,Mn) Ta2O6 là khoáng vật tách tantal quan trọng nhất. tantalt có cùng cấu trúc khoáng vật với columbit (Fe,Mn) (Ta,Nb)2O6; nếu Ta nhiều hơn Nb thì nó được gọi là tantalt và ngược lại thì gọi là columbit (hay niobit). Tỷ trọng của tantalt và các khoáng vật chứa tantal khác cao làm cho nó được tác ra bằng phương pháp trọng lực. Các khoáng vật khác gồm samarskit và fergusonit.
Quặng tantal có ở Úc, Brasil, Canada, Congo, Mozambique, Nigeria, Bồ Đào Nha, Thái Lan...
Tantalt hay lẫn với columbit trong quặng coltan. Việc khai khoáng quặng này ở Congo đã gây nên nhiều vấn đề về quyền con người và bảo vệ môi trường thiên nhiên.
Nhiều quy trình phức tạp cần thực hiện để tách tantal khỏi niobi. Các phương pháp điều chế thương mại có thể gồm: điện phân hợp chất kali florotantalat nóng chảy, khử hợp chất trên bằng natri, hay bằng phản ứng giữa hợp chất tantal Carbide với tantal oxide. tantal còn là sản phẩm phụ của tinh luyện thiếc.

## Hợp chất
Các nhà khoa học tại Los Alamos National Laboratory đã chế tạo được chất composít chứa tantal và cacbon thuộc vào loại vật liệu cứng nhất mà con người tạo ra.

## Đồng vị
Tantal tự nhiên có hai đồng vị. Ta-181 là đồng vị bền còn Ta-180m là đồng vị phóng xạ chuyển hóa chậm thành chất đồng phân nguyên tử với chu kỳ bán rã khoảng 1015 năm.

## Cảnh báo
Các hợp chất chứa tantal rất hiếm gặp, và kim loại này thường không gây nên vấn đề gì trong phòng thí nghiệm, nhưng nó vẫn nên được coi là rất độc. Có bằng chứng cho thấy hợp chất của tantal có thể gây nên khối u, và bụi kim loại tantal có thể gây cháy hay nổ.